# スマトラ島沖地震 (2007年)
スマトラ島沖地震（スマトラとうおきじしん）は、2007年9月12日インドネシア西部時間18時10分26秒に、スマトラ島の南部沖で発生した地震である。モーメントマグニチュード (Mw) は8.5。

## 被害
インドネシアのブンクル州北部で5m以上、同パダンで1.1m、モーリシャスのロドリゲス島とセーシェルのポートラルーで0.6mなど、インド洋の各地で津波を観測した。
翌朝にもM7.9の大規模な余震が発生するなど、その後も複数回の大きな余震が発生した。9月15日までに確認されている死者は17名となったが、この中に津波による死者は居なかった。
なお、2007年3月にもスマトラ島沖でM6.4とM6.3の地震が起こり、70人以上の死者が出ている。

## その他
スマトラ島付近では2000年以降、大きな地震が多発している。特に、2004年のスマトラ島沖地震を皮切りにM7から8クラスの地震が相次ぎ、ジャワ島沖まで及んでいる。